# 車軸草族
車軸草族（學名：Trifolieae）是豆科蝶形花亞科之下的一個族。車軸草族的所有植物均有三葉，習慣上都可以被稱作三葉草。
根據美國農業部的數據，其下的屬有：
- 苜蓿屬 Medicago
- 草木犀屬 Melilotus
- 芒柄花屬 Ononis
- 藍雀花屬 Parochetus
- 三葉草屬 Trifolium
- 胡盧巴屬 Trigonella